# Струнни квартети „Разумовски“
Струнните квартети „Разумовски“ (опус 59) са цикъл от струнни квартети на германския композитор Лудвиг ван Бетховен.
Той включва три квартета, написани през 1806 година по поръчка на руския посланик във Виена Андрей Разумовски, чието име носят:
- Струнен квартет № 7 (опус 59 № 1) във фа мажор
- Струнен квартет № 8 (опус 59 № 2) в ми минор
- Струнен квартет № 9 (опус 59 № 3) в до мажор

Заедно със Струнен квартет № 10 и Струнен квартет № 11, квартетите „Разумовски“ образуват средния период в квартетното творчество на Бетховен, отличавайки се с далеч по-усложнена и амбициозна композиция от ранната му камерна музика, предназначена за виенските любителски оркестри.